# آرچیبالد کمبل
آرچیبالد کمبل (انگلیسی: Archibald Campbell; ۲۱ اوت ۱۷۳۹ – ۳۱ مارس ۱۷۹۱) نظامی و سیاست‌مدار اهل پادشاهی بریتانیای کبیر بود.